# Herlufsholm Gymnastikforening
Herlufsholm Gymnastikforening (HG) er en idrætsforening i Herlufsholm stiftet 29. september 1932.  HG fungerer som en slags paraplyorganisation for de sportsgrene, der er repræsenteret i HG. Bordtennis blev optaget december 2012.
Der er 11 sportsgrene repræsenteret:
- Håndbold
- Badminton
- Gymnastik
- Fodbold
- Floorball
- Svømning
- Orientering
- Atletik og motion
- Vægtløftning
- Amerikansk fodbold
- Bordtennis

Disse 11 klubber udgør tilsammen HG. Hver klub har så automatisk deres formand repræsenteret i hovedbestyrelsen. Udover de 11 formænd er der et forretningsudvalg bestående af formand, kasserer, næstformand og sekretær, der tager de daglige beslutninger.
Udover de 11 klubber er der også en idrætsfritidsklub HG Fritten, som HG Hovedafdeling ejer og driver.
Ved sidste tælling lød det samlede antal medlemmer i HG på 4.104. 
HG er en selvejende institution. Det vil sige, at der er nogle interessenter, der ejer dele af HG. 
Tilbage i 1952 var der en gruppe mennesker, der oprettede foreningen HG's venner eller bare HGV. 
Foreningen blev oprettet for at samle penge og arbejdskraft ind til at få bygget svømmebassin, håndboldhal og meget andet i HG. Siden hen er der kommet flere interessenter til.
Det er opbygget således:
- HGV ejer Svømmehal, Sportshal, det tilhørende kursuscenter og det gule hus ved stadion (inspektørboligen). Det er HGV, der driver Herlufsholm Idrætscenter.

- Næstved Kommune ejer jorden dernede (fodboldbaner osv.) inkl. det store gule klubhus med tilskuerpladserne lige ud for stadion.

- Herlufsholm Stiftelse (ligesom et sogn) ejer græsarealet, Sønderdresset, på modsatte side af vejen, som Næstved Kommune så lejer af stiftelsen og låner ud til HG.

- HG's hovedafdeling ejer de røde bygninger ved den store parkeringsplads. De ejer og driver samtidig den idrætsfritidsklub HG Fritten, der har til huse nede i de røde bygninger.

Der er altså 4 grupper, eller mere korrekt interessenter, der ejer dele af HG; men for at gøre det så let som muligt er det HGV, der står for driften af området.
Næstved Kommune står for den finansielle støtte til HG, sammen med sponsorater fra HGV. 

## Ekstern henvisning
- HG's officielle hjemmeside
- Herlufsholm Idrætscenter